# Vlag van Elst

Vlag van de gemeente Elst
(1954-2001)

De vlag van Elst is het gemeentelijk dundoek van de voormalige gemeente Elst in de Nederlandse provincie Gelderland. De vlag werd op 17 september 1954 per raadsbesluit aangenomen.
De beschrijving luidt:
Vijf banen van gelijke hoogte van rood, wit, blauw, geel en zwart.
De kleuren van de vlag zijn ontleend aan die van het gemeentewapen. De volgorde is niet volgens de heraldische gebruiken, maar boven kunnen we de Nederlandse driekleur zien, en onder de Gelderse.
Op 1 januari 2001 is Elst opgegaan in de gemeente Overbetuwe, waarmee de vlag als gemeentevlag kwam te vervallen.

## Verwante afbeelding

Wapen van Elst

Ammerzoden 
· Angerlo 
· Batenburg 
· Beesd 
· Bemmel 
· Bergh 
· Bergharen 
· Beusichem 
· Borculo 
· Brakel 
· Didam 
· Dinxperlo 
· Dodewaard 
· Dreumel 
· Echteld 
· Eibergen 
· Elst 
· Ewijk 
· Geldermalsen 
· Gendringen 
· Gendt 
· Gorssel 
· Groenlo 
· Groesbeek 
· Hedel 
· Heerewaarden 
· Hemmen 
· Hengelo 
· Herwen en Aerdt 
· Heteren 
· Heukelum 
· Hoevelaken 
· Horssen 
· Huissen 
· Hummelo en Keppel 
· Hurwenen 
· Kerkwijk 
· Kesteren 
· Laren 
· Lichtenvoorde 
· Lienden 
· Lingewaal 
· Maurik 
· Millingen aan de Rijn 
· Neede 
· Neerijnen 
· Overasselt 
· Rijnwaarden 
· Rossum 
· Ruurlo 
· Steenderen 
· Ubbergen 
· Valburg 
· Vorden 
· Wadenoijen 
· Wamel 
· Warnsveld 
· Wehl 
· Wisch 
· Zelhem 
· Zoelen